# 孔切什蒂鄉
48°10′N 26°33′E / 48.167°N 26.550°E
孔切什蒂鄉（羅馬尼亞語：Comuna Concești, Botoșani），是羅馬尼亞的鄉份，位於該國東北部，由博托沙尼縣負責管轄，面積26平方公里，海拔高度190米，2007年人口2,013，人口密度每平方公里78人。